# Norbert Huda
Norbert Huda (* 5. März 1950 in Gelsenkirchen-Buer) ist ein ehemaliger deutscher Wasserspringer, der für die SV Münster von 1891 startete. Er war in den Jahren von 1968 bis 1977 insgesamt 13 Mal deutscher Meister in seiner Sportart. Zu seinen weiteren Erfolgen gehören der erste Platz bei der Schüler-Europameisterschaft in Barcelona 1965 sowie der Sieg bei der Militärweltmeisterschaft in Teheran 1972. Er nahm an drei olympischen Spielen teil, blieb aber ohne Medaille. In Mexiko-Stadt 1968 belegte er den 16. Platz vom 3-m-Brett, in der gleichen Disziplin belegte er in München 1972 Platz 8 und 1976 in Montreal Platz 10.